# ونوغه
ونوغه (به عربی: ونوغة) یک شهرداری در الجزایر است که در استان مسیله واقع شده‌است. ونوغه ۱۵٬۱۹۰ نفر جمعیت دارد.